# 24024 Ліннджонсон
24024 Ліннджонсон (24024 Lynnejohnson) — астероїд головного поясу, відкритий 9 вересня 1999 року.
Тіссеранів параметр щодо Юпітера — 3,482.